# Trichoniscus microps
Trichoniscus microps är en kräftdjursart som beskrevs av Gustav Budde-Lund 1906. Trichoniscus microps ingår i släktet Trichoniscus och familjen Trichoniscidae. Inga underarter finns listade i Catalogue of Life.